# Omphalucha accentuata
Omphalucha accentuata är en fjärilsart som beskrevs av Felder 1875. Omphalucha accentuata ingår i släktet Omphalucha och familjen mätare. Inga underarter finns listade i Catalogue of Life.